# Donji Grad
Donji grad (pronúncia em croata: [dôːɲiː grâːd] em Português: Baixa ou Centro da cidade) é um dos 17 bairros da cidade de Zagreb, capital da Croácia. Está localizado na parte central da cidade e tem 37 024 habitantes (dados de 2011). O nome oficial do bairro é raramente usado, porque é apelidado de centar (centro) pela maioria dos moradores de Zagreb.

## Galeria

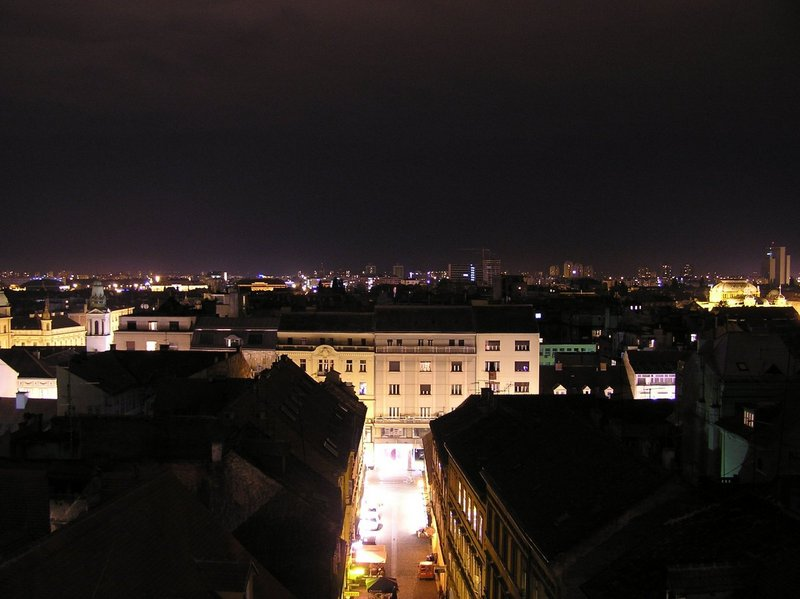
Vista  de Donji grad à noite
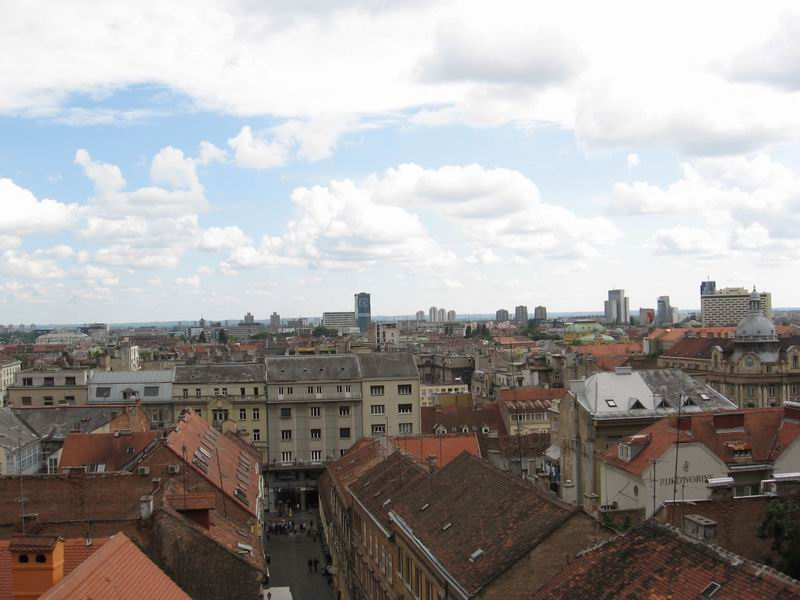
Vista de Donji grad
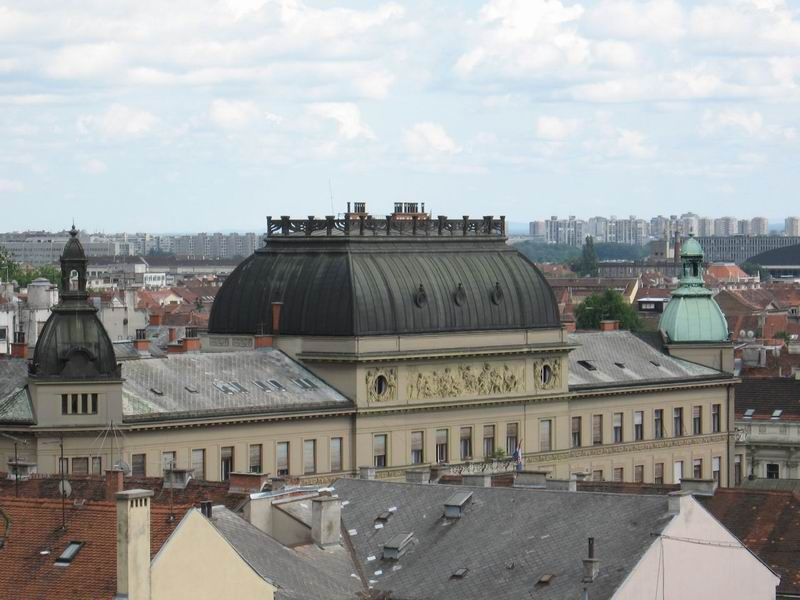
Vista  de Donji grad
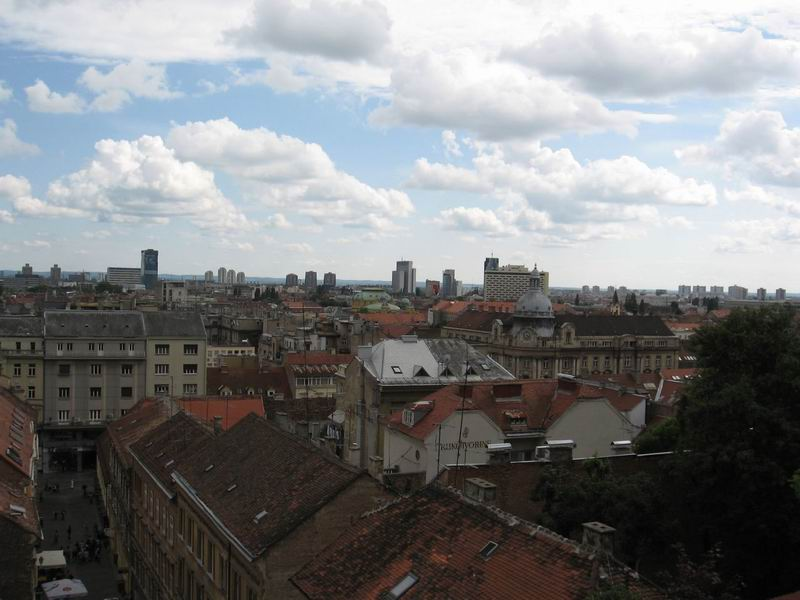
Vista  de Donji grad
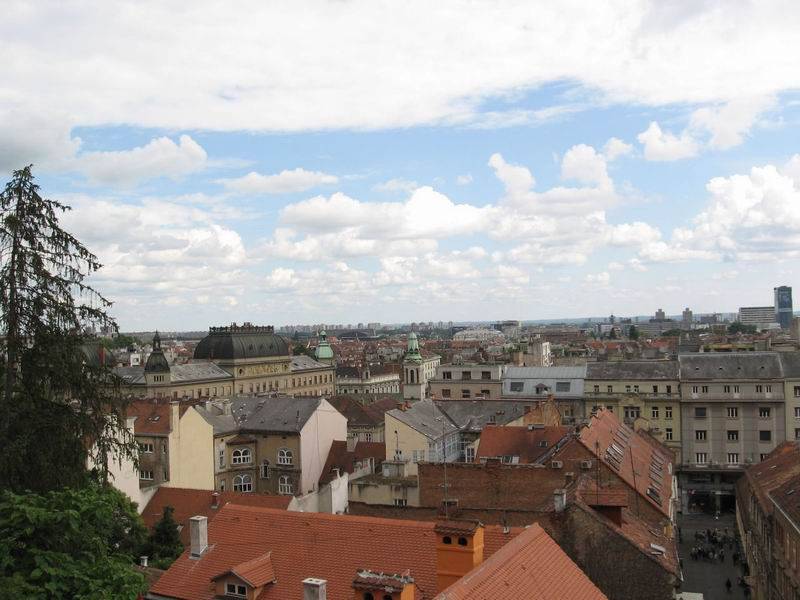
Vista  de Donji grad
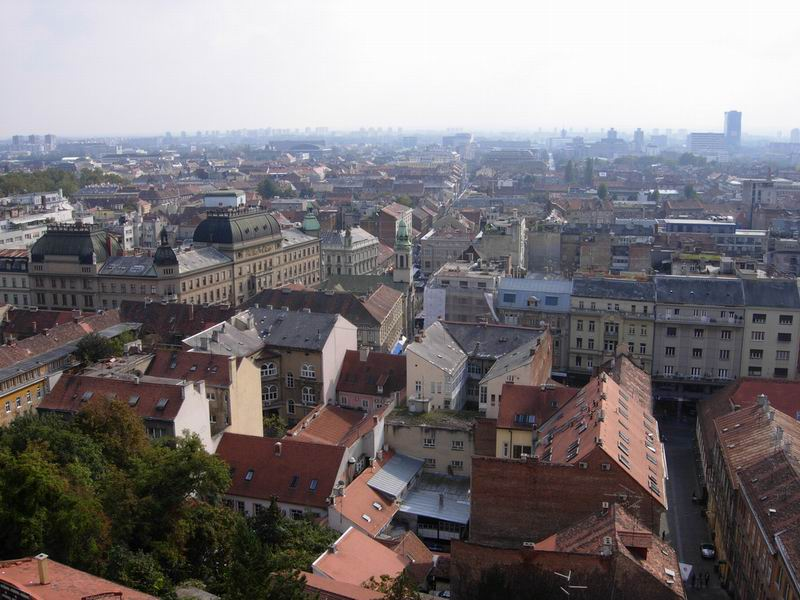
Vista  de Donji grad